# Бастаси (Бања Лука)
Бастаси су насељено мјесто на подручју града Бање Луке, Република Српска, БиХ. Ово насељено мјесто припада месној заједници Карановац. Према прелиминарним подацима пописа становништва 2013. године, у овом насељеном мјесту је пописано 165 лица.

## Становништво
|             | 2013.        | 1991.         | 1981.         | 1971.         |
| Укупно      | 165 (100,0%) | 493 (100,0%)  | 675 (100,0%)  | 737 (100,0%)  |
| Срби        | 149 (90,30%) | 167 (33,87%)  | 313 (46,37%)  | 392 (53,19%)  |
| Бошњаци     | 12 (7,273%)  | 300 (60,85%)1 | 319 (47,26%)1 | 344 (46,68%)1 |
| Хрвати      | 2 (1,212%)   | 1 (0,203%)    | 9 (1,333%)    | –             |
| Словенци    | 1 (0,606%)   | –             | –             | –             |
| Неизјашњени | 1 (0,606%)   | –             | –             | –             |
| Остали      | –            | 20 (4,057%)   | 4 (0,593%)    | 1 (0,136%)    |
| Југословени | –            | 5 (1,014%)    | 30 (4,444%)   | –             |

1. 1 На пописима од 1971. до 1991. Бошњаци су пописивани углавном као Муслимани.

| Демографија | Демографија | Демографија |
| Година      | Становника  | Становника  |
| ----------- | ----------- | ----------- |
| 1948.       | 614         |             |
| 1953.       | 695         |             |
| 1961.       | 788         |             |
| 1971.       | 737         |             |
| 1981.       | 675         |             |
| 1991.       | 493         |             |